# Circaetus
Circaetus is een geslacht van vogels uit de familie van de havikachtigen (Accipitridae). Alle vogels uit dit geslacht heten in het Nederlands slangenarend. De wetenschappelijke naam Circaetus is voor het eerst geldig gepubliceerd in 1816 door Louis Pierre Vieillot. 

## Kenmerken
Het zijn middelgrote roofvogels met vrij brede vleugels en een ronde kop. 

## Leefwijze
Ze jagen op reptielen, vooral slangen, maar ook hagedissen en soms ook kleine zoogdieren.

## Verspreiding en leefgebied
De meeste soorten zijn standvogels in Afrika. De (gewone) slangenarend is echter een trekvogel die broedt onder andere in landen rond de Middellandse Zee.

## Soorten
De volgende soorten zijn bij het geslacht ingedeeld:
- Circaetus beaudouini  – Beaudouins slangenarend.
- Circaetus cinerascens  – Kleine grijze slangenarend.
- Circaetus cinereus  – Bruine slangenarend.
- Circaetus fasciolatus  – Grijze slangenarend.
- Circaetus gallicus  – Slangenarend
- Circaetus pectoralis  Zwartborstslangenarend.
- Circaetus spectabilis – Congolese slangenarend.